# Flabellina bertschi
Flabellina bertschi is een slakkensoort uit de familie van de Flabellinidae. De wetenschappelijke naam van de soort is voor het eerst geldig gepubliceerd in 1990 door Gosliner & Kuzirian.